# Міжнародна організація з міграції
Міжнародна організація з міграції (англ. International Organization for Migration; МОМ / IOM) — міжурядова міжнародна організація, що була створена та діє створена для розв'язання численних міграційних проблем у сучасному світі; є провідною міжурядовою організацією в міграційній галузі та тісно співпрацює із урядовими, міжурядовими та громадськими установами та організаціями.
МОМ була заснована під час конференції в м. Брюссель 5 грудня 1951 року. Відповідно до Статуту МОМ, метою організації є координація міжнародної міграційної політики з боку держав та міжнародних організацій, створення форуму для обговорення актуальних питань у сфері міграції, а також надання державам технічної та консультативної допомоги задля реалізації конкретних проєктів у міграційній сфері. 
2016 року МОМ офіційно приєдналася до системи ООН як Агентство ООН з питань міграції.

## Діяльність
МОМ включає 174 країни-членів і ще 8 країн мають статус спостерігачів. Організація має понад 100 регіональних офісів, її штаб-квартира знаходиться в Женеві (Швейцарія). 
Головні цілі й напрямки діяльності МОМ:
1. управління міграцією в інтересах усіх залучених сторін;
2. реагування на кризи;
3. міжнародна співпраця та партнерство;
4. Глобальний договір про міграцію.

Діяльність МОМ спрямована на забезпечення врегульованого та гуманного управління міграцією, міжнародного партнерства у вирішенні міграційних питань, допомогу в пошуку практичних рішень міграційних проблем, а також на надання гуманітарної підтримки мігрантам, які її потребують, включно з біженцями, внутрішньо переміщеними особами та постраждалими від торгівлі людьми. 

## Членство України в Міжнародній організації з міграції
- Підстава для набуття членства в міжнародній організації: Закон України від 11.07.2002 №114-IV „Про прийняття Статуту Міжнародної організації з міграції та змін до Статуту” [Архівовано 11 вересня 2017 у Wayback Machine.];
- Статус членства: Повноправний член;
- Характер фінансових зобов'язань України: Сплата щорічного членського внеску;
- Джерело здійснення видатків, пов'язаних з виконанням фінансових зобов'язань перед міжнародною організацією: Загальний фонд Державного бюджету України;
- Центральний орган виконавчої влади, відповідальний за виконання фінансових зобов'язань: Державна міграційна служба України.[3]

## Представництво МОМ в Україні
Представництво МОМ в Україні почало працювати в Києві у 1996 році, коли Україна отримала статус країни-спостерігача МОМ.  

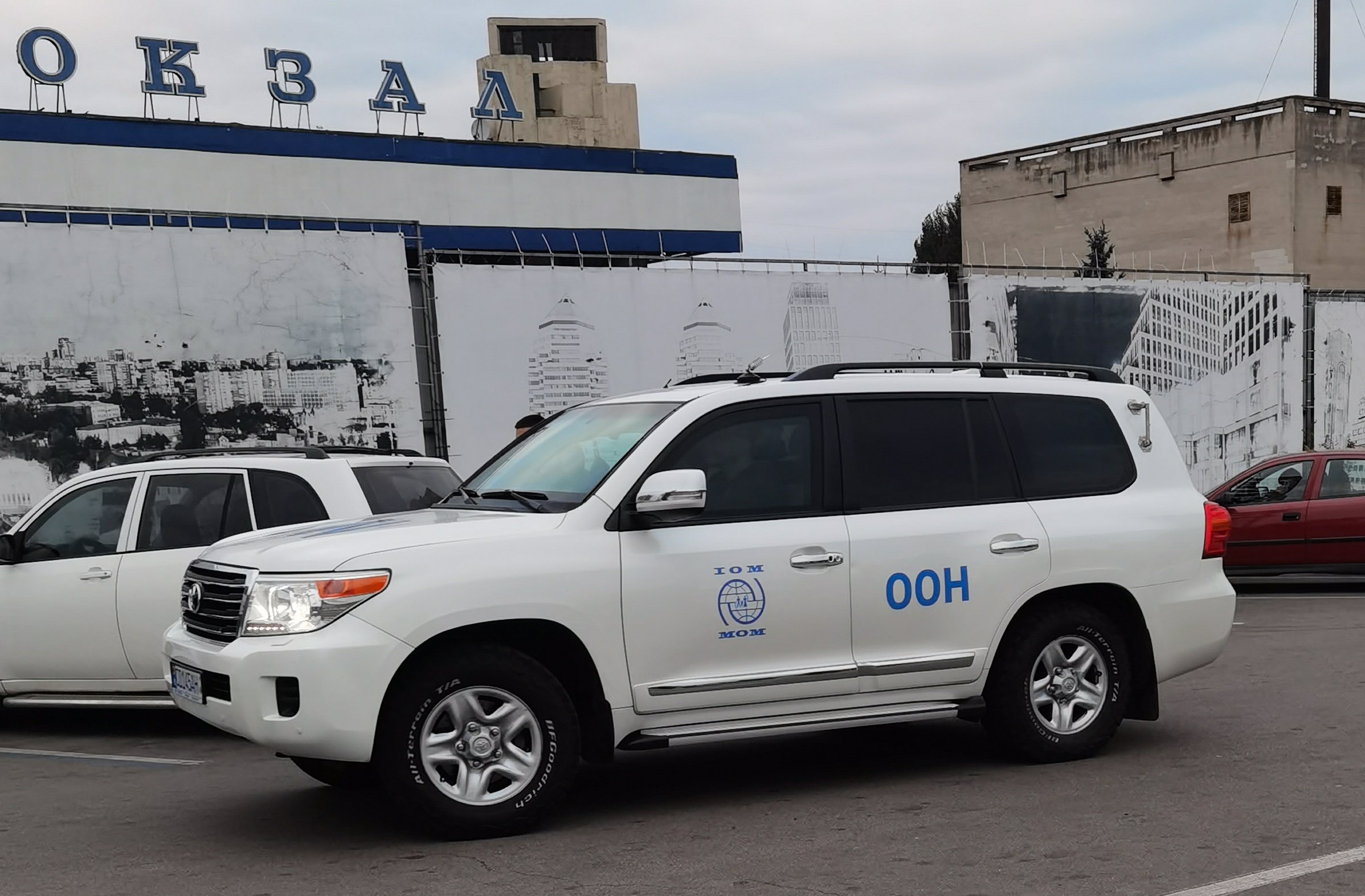
Джип МОМ в Україні

За 25 років в Україні МОМ надала допомогу понад 800 тис. людей, включно з потенційними мігрантами, людьми, що повернулися, постраждалими від торгівлі людьми та мігрантами в інших уразливих ситуаціях, учасниками програм переселення, внутрішньо переміщеними особами тощо, безпосередньо та через місцевих партнерів.